# Památník obětem koncentračních táborů
Památník obětem koncentračních táborů, polsky Monumet Ofiarom Hitlerowskich Obozów Zagłady, se nachází u kostela svatého Martina v Petrovicích u Karviné u česko-polské státní hranice v okrese Karviná v Moravskoslezském kraji. Autorem pomníku je R. Sekera a byl odhalen 18.11.1973.

## Další informace
Památník je z netesaných bludných balvanů ze švédské žuly je opatřen českými i polskými nápisy na přiložené kamenné desce se jmény padlých rodáků z Petrovic u Karviné. Uvedeno je zde 7 jmen mužů a 2 ženy. Balvany jsou umístěny na betonovém soklu. Bludné balvany ze kterých je památník vytvořen, pocházejí z Fennoskandinávie a byly do oblasti dopraveny zaniklým ledovcem v době ledové.

## Galerie

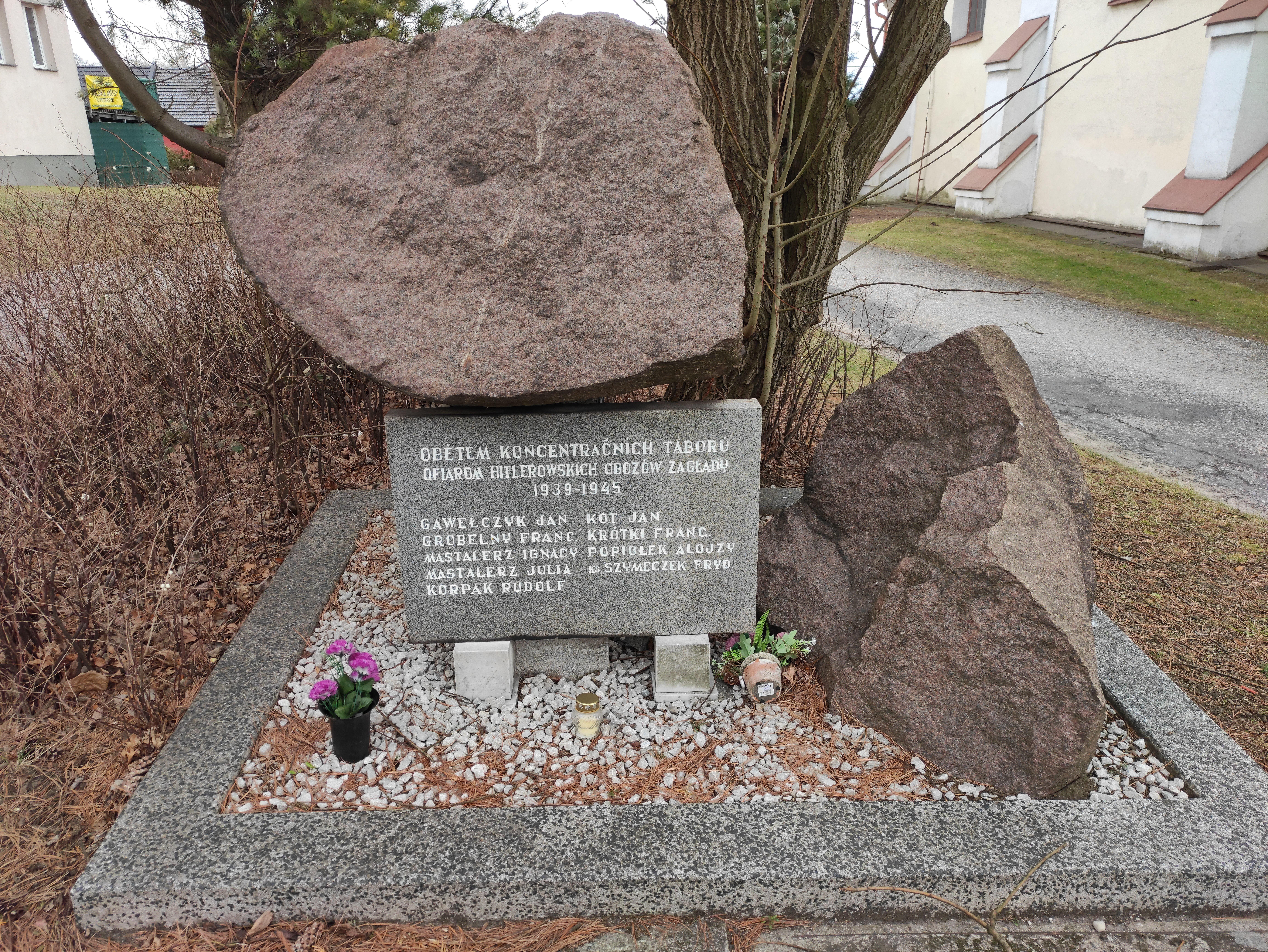
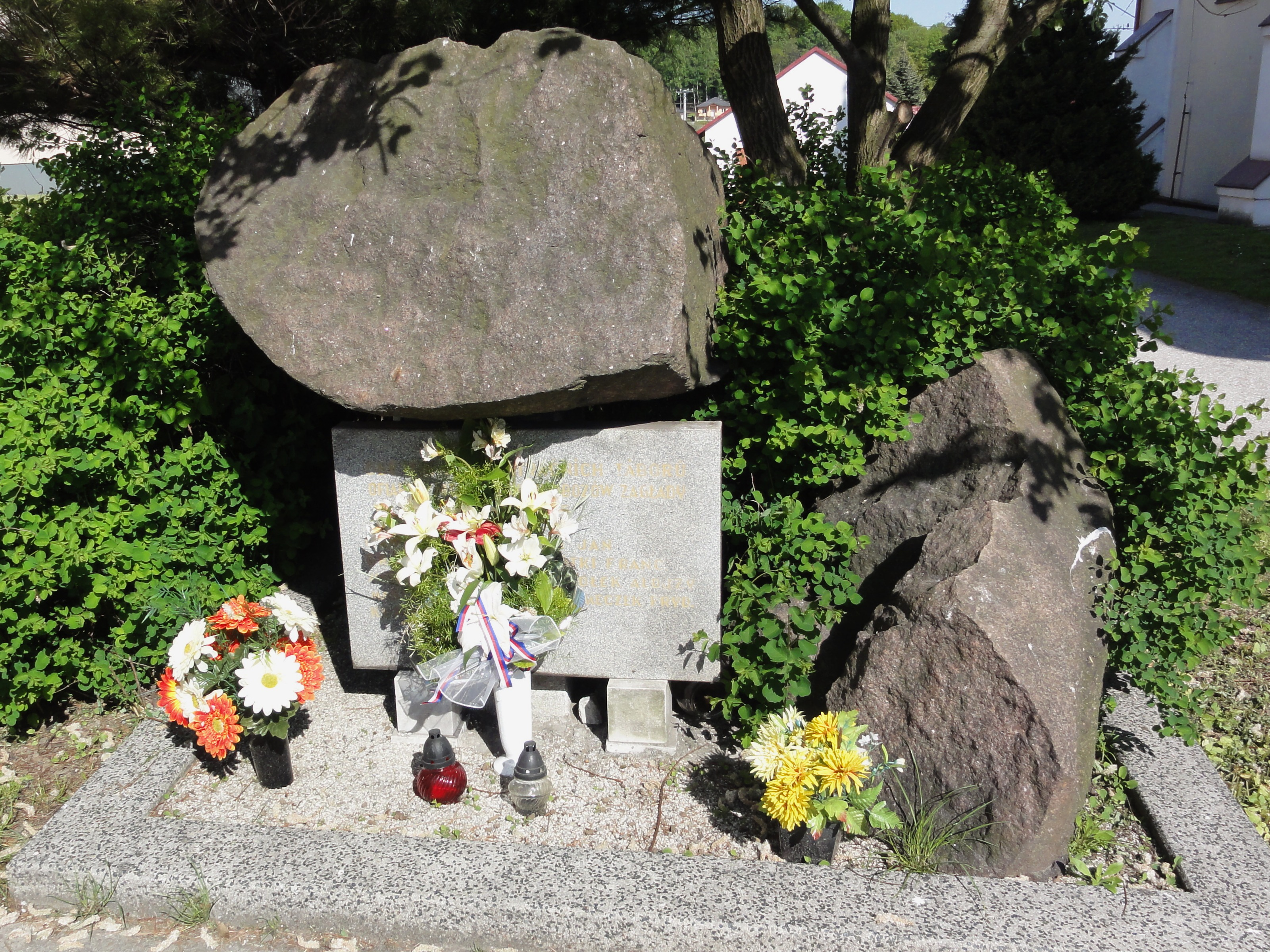
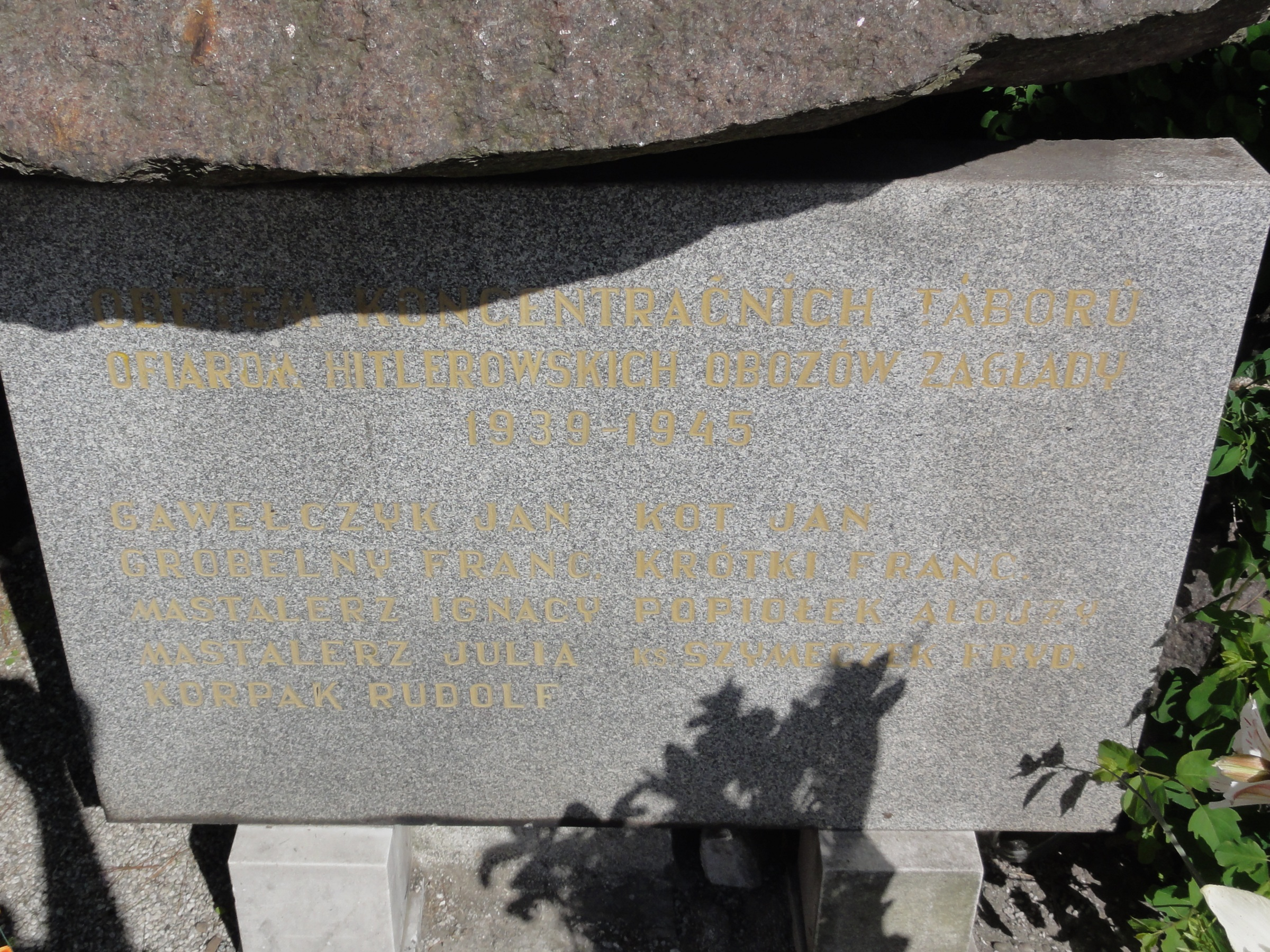